# 나일농어
나일농어(Lates niloticus)는 농어목 눈볼개과의 물고기이다. 몸길이는 2m에 몸무게는 200kg인 대형 어류에 속한다.

## 특징과 먹이
나일농어는 농어목의 물고기지만 우리가 흔히 아는 농어와는 달리 바닷물고기가 아닌 민물고기이다. 입이 매우 큰 물고기로서 몸의 위쪽은 녹색이나 갈색을 띄고 있고 아래쪽은 은빛을 띄며 2m에서 200kg까지 자라게 된다. 몸이 길쭉하고 아래턱이 돌출하였으며, 꼬리는 둥글다. 또한 등지느러미는 2개나 있다. 먹이로는 왕성한 식욕을 자랑하는 육식성 물고기로 어린 치어일 때는 동물성 플랑크톤을 잡아먹지만 다 자란 성어가 되면 갑각류와 수생 곤충도 먹으며 자신보다 몸집이 작은 다른 물고기나 동물을 먹이로 삼게 된다. 골리앗타이거피시와 더불어 아프리카에서 최상위 포식자에 속하지만 나일악어나 바다에서 강으로 거슬러 올라온 황소상어한텐 잡아먹히는 먹이가 되기도 한다.

## 서식지
나일농어는 아프리카에서 가장 길며 세계에서 가장 긴 강이 되는 나일강과 그 밖에 아프리카에서 지중해로 흘러들어가는 다른 강이나 호수에서 주로 서식한다. 또한 나일농어와 똑같은 과가 되는 눈볼개과는 나일농어 외에도 다른 종들이 더 있는데 이들 중에서 일부는 아프리카의 하천수계에서 볼 수 있으며 나머지 종들은 아시아나 오스트레일리아의 하구나 연안에서도 찾아볼 수가 있다. 빅토리아 호수에서는 토착생물인 카라신과 시클리드들을 잡아먹는 생태계교란야생동·식물로 지정되어서 퇴치 작업에 있으며 나일농어는 식용으로도 가능한 어종인데 아프리카의 현지에선 나일농어를 잡아서 요리를 해먹기도 한다.

## 같이 보기
- 농어목
- 눈볼개과

## 참조
1. ↑  국립생태원. “나일농어 Lates niloticus”. 《한국 외래생물 정보시스템(KIAS)》. 대한민국 환경부.